# St. Peter und Paul (Neufarn)

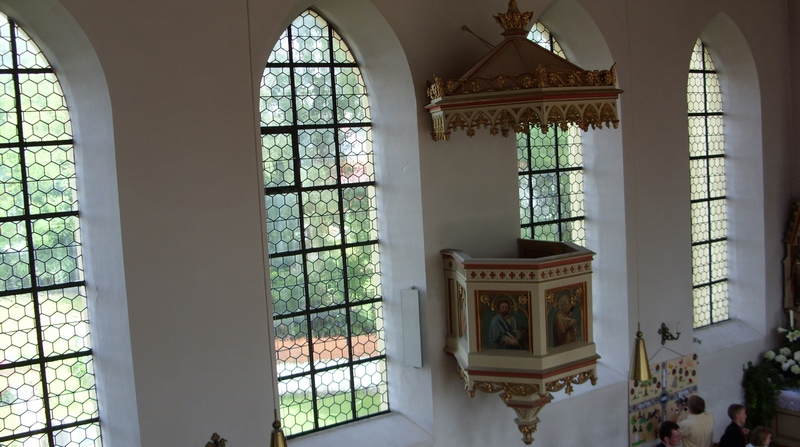
Innenwand mit Kanzel

Die Kirche St. Peter und Paul ist eine römisch-katholische Kirche und steht in der Ortsmitte von Neufarn, einem Ortsteil von Vaterstetten im bayrischen Landkreis Ebersberg. Sie wurde den Heiligen Petrus und Paulus (Saulus) geweiht. Die Kirche ist Teil des Pfarrverbands Vaterstetten im Dekanat München Nordost. Sie ist unter der Akten-Nr. D-1-75-132-3 in die Denkmalliste eingetragen.

## Geschichte
1083 wurde bei der Gründung des Klosters Rott/Inn urkundlich auch die Kirche Neufarn als Besitz des Klosters erwähnt und 1151 durch Papst Eugen III. bestätigt. 1860 war die Neufarner Kirche in so schlechtem Zustand, dass sie nicht mehr genutzt werden konnte. 1861 gab es erste Überlegungen für den Abriss der alten Kirche und einen Neubau, doch die Finanzierung scheiterte.
Die heutige Kirche wurde zwischen 1866 und 1868 im neugotischen Baustil erbaut. Sie besitzt einen 41 m hohen Turm mit spitzer Bekrönung, der eine rund 350 kg schwere Glocke trägt. Die Entwürfe stammten vom Kreisbaubeamten Kurt Klump aus München, ausgeführt wurden die Arbeiten vom Maurermeister Starck aus Erding und Zimmermeister Mathias Meyer aus München.
1980 wurde die Neufarner Kirche von außen renoviert, die Mauern wurden trockengelegt und neu gestrichen. Die Kosten betrugen ca. 185 000 DM. 2002 wurde der Auftrag für eine neue Orgel an die Firma Staller vergeben. Die neue Orgel wurde am 16. Juni desselben Jahres mit einem feierlichen Hochamt eingeweiht.

### Pfarrgeschichte
St. Peter und Paul gehörte zunächst zur Pfarrei St. Stephan in Landsham. Als diese im Jahr 1881 aufgelöst wurde, wurde Neufarn eine Expositur der Pfarrei St. Margaret in Markt Schwaben. Später (spätestens 1978) wurde Neufarn zur eigenständigen Kuratie erhoben. Im Jahr 2015 wurde die Kuratie Neufarn Teil des Pfarrverbands Vaterstetten mit der Pfarrei Zum kostbaren Blut Christi (Vaterstetten) und der Pfarrei Maria Königin (Baldham).
1997 kam Janusz Surzykiewicz als Kaplan nach Neufarn und übernahm 1998 das Amt des Administrators.

## Ausstattung

### Altäre

#### Hochaltar
Am gotischen Hochaltar stehen mehrere Figuren. An der höchsten Stelle steht die Figur des Christus. An zweithöchster Stelle stehen auf gleicher Höhe auf seiner linken Seite der Hl. Petrus und auf der rechten Seite die Figur des Hl. Paulus. Unter Petrus sieht man die Figur der Hl. Maria kniend. Unter der Figur des Hl. Paulus steht die Figur des Erzengels Gabriel, der Maria die Geburt Jesu verkündet.
In den Hochaltar sind die Reliquien der Heiligen Bonifatius, Pacifius und Prudentius eingesetzt worden.

#### Seitenaltar rechts (Marienaltar)
In der Mitte des 1876 von der Familie Müller gestifteten Altars steht die Figur der Hl. Maria mit Kind.
Zur linken Seite von Maria ist der Hl. Sebastian, zur rechten der Hl. Leonhard.

#### Seitenaltar links (Josefsaltar)
Der Altar wurde 1869 von der Familie Menzinger gestiftet. In der Mitte des Altars steht der Hl. Josef von Nazaret. Zur Weihnachtszeit wird auf diesem Altar eine Krippe aufgebaut.

### Orgel

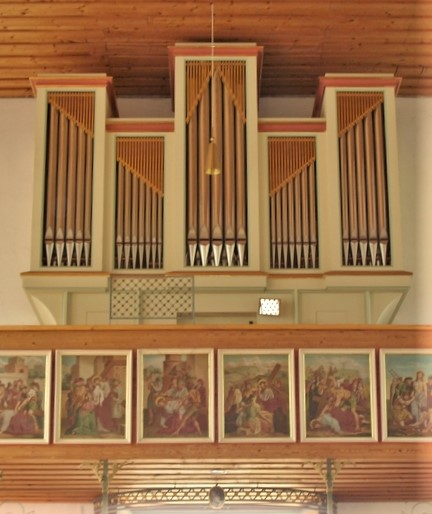
Orgel (2009)

1896 bekam die neu erbaute Kirche erstmals eine Orgel. 1934 war diese Orgel defekt und wurde durch eine gebrauchte der Firma Glatzl aus Altmühldorf zum Preis von 4.000 Reichsmark ersetzt. 1966 wurde diese für 20.000 DM restauriert.
1998 wurde festgestellt, dass eine nochmalige Reparatur der Orgel unmöglich wäre. Also wurde ein Spendenkonto für eine Neuanschaffung eingerichtet. Die Neufarner Frauen schufen im Jahr 2001 den bis heute bestehenden Weihnachtsmarkt beim Neufarner Gutsgasthof Stangl, um Spenden zu sammeln. Insgesamt kamen Spenden in Höhe von 181.633,24 DM zusammen. Am 16. Juni 2002 folgte schließlich die Einweihungsfeier der neuen Orgel mit mechanischen Schleifladen, die von die Firma Staller aus Grafing gefertigt wurde. Die Disposition lautet:
| I Hauptwerk C–g3 |       |
| Prinzipal        | 8′    |
| Gamba            | 8′    |
| Gedackt          | 8′    |
| Oktave           | 4′    |
| Rohrflöte        | 4′    |
| Blockflöte       | 2′    |
| Mixtur           | 1 ⁄3′ |
| Trompete         | 8′    |

| II Positiv C–g3 |        |
| Rohrflöte       | 8′     |
| Salicional      | 8′     |
| Schwebung       | 8′     |
| Holzflöte       | 4′     |
| Fugara          | 4′     |
| Prinzipal       | 2′     |
| Nasard          | 2 ⁄3′  |
| Terz            | 1 3⁄5′ |
| Tremulant       |        |

| Pedal C–f   |     |    |
| Subbaß      | 16′ |    |
| Oktavbaß    | 8′  | ′′ |
| Gedecktbaß  | 8′  | ′′ |
| Choralbaß   | 4′  | ′′ |
| Baßtrompete | 8′  | ′′ |

Anmerkungen
1. 1 2 3 4  Transmission HW